# Camael
Camael (em hebraico:  כמאל, Chamael ou Chamuel) é um anjo que, segundo a tradição judaica e a Cabala, seria o responsável pela sefirá Guevurá. É o arcanjo da categoria Potência.